# Tyler Smith (baloncestista)
David Tyler Smith (Pulaski (Tennessee), 4 de septiembre de 1986) es un jugador de baloncesto estadounidense que actualmente se encuentra sin equipo. Con 2,01 metros de estatura, juega en la posición de alero.

## Trayectoria deportiva
Es un jugador formado a caballo entre Iowa Hawkeyes (2006–2007) y Tennessee Volunteers (2007–2010). 
Fue noticia el 1 de enero de 2010 después de ser arrestado, junto a otros tres compañeros de universidad (Cameron Tatum, Brian Williams y Melvin Goins), por posesión de marihuana y por llevar un arma de fuego con el número de serie trucado, tras un control de tráfico. Posteriormente en el juicio, tras declararse culpable, fue condenado a 2 años de libertad condicional. Debido a ese incidente, decidió abandonar su carrera universitaria y probar suerte en Europa, y jugó 2 meses en el Bornova Belediye de la liga Turca.
Más tarde, jugaría en Alemania, Israel e Italia.
En verano de 2015, fichó por el Akhisar Belediyespor de la segunda división turca.